# Mount Elliott, Östantarktis
Mount Elliott är ett berg i Antarktis. Det ligger i Östantarktis. Australien gör anspråk på området. Toppen på Mount Elliott är 1 237 meter över havet.
Terrängen runt Mount Elliott är platt åt sydväst, men åt nordost är den kuperad. Trakten är obefolkad. Det finns inga samhällen i närheten. 